# П'єтроаселе (комуна)
П'єтроаселе (рум. Pietroasele) — комуна у повіті Бузеу в Румунії. До складу комуни входять такі села (дані про населення за 2002 рік):
- Дара (197 осіб)
- Килцешть (29 осіб)
- Клондіру-де-Сус (228 осіб)
- П'єтроаса-Міке (236 осіб)
- П'єтроаселе (1652 особи) — адміністративний центр комуни
- Шаринга (1408 осіб)

Комуна розташована на відстані 82 км на північний схід від Бухареста, 20 км на захід від Бузеу, 119 км на захід від Галаца, 97 км на південний схід від Брашова.

## Населення
За даними перепису населення 2002 року у комуні проживали 3750 осіб.
Національний склад населення комуни:
| Національність | Кількість осіб | Відсоток |
| -------------- | -------------- | -------- |
| румуни         | 3655           | 97,5%    |
| цигани         | 95             | 2,5%     |

Рідною мовою назвали:
| Мова      | Кількість осіб | Відсоток |
| --------- | -------------- | -------- |
| румунська | 3681           | 98,2%    |
| циганська | 69             | 1,8%     |

Склад населення комуни за віросповіданням:
| Релігія            | Кількість осіб | Відсоток |
| ------------------ | -------------- | -------- |
| православні        | 3706           | 98,8%    |
| п'ятдесятники      | 19             | 0,5%     |
| римо-католики      | 4              | 0,1%     |
| адвентисти         | 1              | < 0,1%   |
| атеїсти            | 1              | < 0,1%   |
| не вказали релігію | 17             | 0,5%     |